# Zuoyunlong
Zuoyunlong huangi is een plantenetende ornitischische dinosauriër, behorend tot de Euornithopoda, die tijdens het late Krijt leefde in het gebied van het huidige China.
In 2015 werd de typesoort Zuoyunlong huangi benoemd en beschreven door Wang Runfu, You Hailu, Wang Suozhu, Xu Shichao, Yi Jian, Xie Lijuan, Jia Lei en Xing Hai. De geslachtsnaam verbindt de naam van de prefectuur Zuoyun met een Chinees long, "draak". De soortaanduiding eert de Chinese paleontoloog Huang Weilong.
Het holotype, SXMG V 00004, is door het Shanxi Regional Geological Survey Team gevonden in een laag van de Zhumapuformatie in de provincie Shanxi welke dateert uit het Cenomanien, ruwweg vijfennegentig miljoen jaar oud. Het bestaat uit twee beenderen uit de rechterhelft van het bekken, een gedeeltelijk rechterdarmbeen met het veldnummer ZY004-001 waaraan het voorblad ontbreekt en de onderkant van de schacht van het rechterzitbeen, veldnummer ZY004-002. Verdere specimina zijn niet toegewezen.
De beschrijvers wisten een unieke afgeleide eigenschap ofwel autapomorfie vast te stellen. Het achterblad van het darmbeen heeft slechts de helft van de lengte van het hoofdlichaam.
Het darmbeen heeft een bewaarde lengte van tweeënzestig centimeter wat wijst op een lichaamslengte van rond de acht meter. De schacht van het zitbeen eindigt in een in zijaanzicht brede "voet" waarvan de punt schuin naar beneden en voren wijst. De schacht is veel hoger dan overdwars breed.
Een exacte kladistische analyse vond voor Zuoyunlong een basale positie in de Hadrosauroidea, als zustersoort van Probactrosaurus. Zuoyulong was daarmee in 2015 de meest basale bekende hadrosauroïde uit het Opper-Krijt. Aangezien de oudste bekende hadrosauroïden buiten Azië, Eolambia en Protohadros uit Amerika, ook uit het Cenomanien stammen, achtten de beschrijvers het waarschijnlijk dat Zuoyunlong dicht bij de afsplitsing tussen Aziatische en Noord-Amerikaanse hadrosauroïden staat.